# Cleome uncifera
Cleome uncifera là một loài thực vật có hoa trong họ Màng màng. Loài này được Kers mô tả khoa học đầu tiên năm 1968.